# 1876
1876 (MDCCCLXXVI) fue un año bisiesto comenzado en sábado según el calendario gregoriano.

## Acontecimientos

### Enero
- 6 de enero: los gobiernos de Argentina y Paraguay firman un tratado, mediado por el presidente estadounidense Rutherford Hayes, por el cual Argentina se queda con la actual provincia de Misiones y la franja de territorio comprendida entre los ríos Bermejo y Pilcomayo, como consecuencia de la guerra de la Triple Alianza. Mientras que al Paraguay le corresponde el actual departamento Presidente Hayes.
- 10 de enero: en México, Porfirio Díaz proclama el Plan de Tuxtepec, oponiéndose a la reelección de Sebastián Lerdo de Tejada como presidente.
- 14 de enero: en los Estados Unidos Alexander Graham Bell inventó el primer teléfono.
- 31 de enero: en Estados Unidos, el Gobierno dispone que todos los indios nativos del país deberán vivir en «reservas».

### Febrero
- 3 de febrero: Paraguay firma la Paz con España después de la llamada guerra de la Cuádruple Alianza.
- 5 de febrero: 
  - Tuvo lugar la Acción de Abadiano, última gran batalla con victoria alfonsina antes del fin de la tercera guerra carlista.
  - El capitán general José Malcampo sale con la flota de Manila (Madrid) hacia la isla de Joló, para acabar con su independencia y con su foco de piratería.
- 15 de febrero: en España se abren las primeras Cortes españolas de la Restauración, bajo la presidencia de José de Posada Herrera en el Congreso, y del marqués de Barzanallana.

### Marzo
- 7 de marzo: en los Estados Unidos, Alexander Graham Bell patenta el teléfono.
- 10 de marzo: 
  - En los Estados Unidos, Alexander Graham Bell hace la primera llamada telefónica exitosa diciendo: «Sr. Watson, venga aquí, lo necesito».
  - En Montevideo (Uruguay) asume de facto la presidencia el coronel Lorenzo Latorre, con el que se inicia la etapa histórica del militarismo en ese país.
- 18 de marzo: en Lima (Perú) se funda la "Escuela Especial de Ingenieros de Construcciones Civiles y de Minas", conocida tradicionalmente como "Escuela de Ingenieros", actual Universidad Nacional de Ingeniería.

### Abril
- 16 de abril: en Bulgaria se produce una insurrección armada (Sublevación de Abril).

### Mayo
- Masacre de Batak: búlgaros masacrados en Batak por tropas otomanas.
- 18 de mayo: en Dodge City (Estados Unidos), Wyatt Earp comienza a trabajar como policía.
- 30 de mayo: en el Imperio otomano, Murat V se convierte en sultán.

### Junio
- 17 de junio: en los Estados Unidos, la unión de tribus sioux y cheyenes ―liderados por Caballo Loco― y el Ejército de Estados Unidos libran la batalla de Rosebud.
- 25 de junio: en los Estados Unidos, los indios sioux vencen al ejército de Estados Unidos en la batalla de Little Bighorn.
- 30 de junio: en Madrid, Cánovas del Castillo promulga la Constitución de 1876.

### Julio
- 1 de julio: Serbia le declara la guerra a Turquía.
- 2 de julio: Montenegro le declara la guerra a Turquía.
- 4 de julio: Estados Unidos celebra el centenario de su formación como Nación.
- 7 de julio: en el pueblo de Hamburg (estado de Carolina del Sur) ―en el marco del apartheid racista que asoló Estados Unidos hasta 1967― la masacre de los Camisas Rojas (un grupo terrorista del Partido Demócrata) termina con el asesinato de seis afroestadounidenses del Partido Republicano. Es el primero de una serie de disturbios civiles planeados y perpetrados por demócratas blancos en el distrito republicano de Edgefield, de mayoría negra, con el objetivo de suprimir los derechos civiles y el derecho al voto de los estadounidenses negros e interrumpir las reuniones de negros mediante violencia real y amenazas.
- 9 de julio: Inicio de la Guerra de las Escuelas (Guerra civil colombiana de 1876-1877).

### Agosto
- 1 de agosto: Colorado es admitido como el 38.º estado de los Estados Unidos de América.
- 2 de agosto: en un bar (saloon) en el pueblo de Deadwood (estado de Dakota del Sur) Wild Bill Hickok es muerto a tiros mientras jugaba al póker.
- 8 de agosto: Thomas Edison recibe la patente por el mimeógrafo.
- 16 de agosto: se estrena la ópera El anillo del nibelungo, de Richard Wagner. Una ópera de 14 horas compuesta de un ciclo de cuatro actos (uno de ellos un prólogo): El oro del Rin (prólogo), La valquiria, Sigfrido y El ocaso de los dioses. Es una ópera épica, sobre la mitología germana. Es la ópera más larga jamás compuesta. Se representó durante cuatro noches consecutivas, una por cada capítulo.
- 31 de agosto: Murat V, sultán del Imperio otomano, es depuesto y sucedido por su hermano Abdul Hamid II.

### Septiembre
- 1 de septiembre: Juan Fermín Colmenares, militar y político venezolano (f. 1833).
- 7 de septiembre: en Northfield (Estados Unidos), el delincuente Jesse James sobrevive a un intento de linchamiento después de su fracaso en el robo del banco de esa ciudad.
- 8 de septiembre: Se inicia la guerra civil encabezada por Ignacio de Veintemilla que luchará contra las fuerzas del presidente Antonio Borrero

### Octubre
- 19 de octubre: 
  - Fue aprobada por la Real Academia Española la fundación de la Academia Salvadoreña de la Lengua.
  - La isla de Cuba es azotada por un violento huracán.
- 26 de octubre: en la ciudad de Salamanca (México), José María Iglesias, presidente de la Suprema Corte de Justicia de ese país, denuncia fraude en la reelección de Sebastián Lerdo de Tejada y se proclama presidente legal de ese país.
- 29 de octubre: en España se establece la Institución Libre de Enseñanza.

### Noviembre
- 7 de noviembre: Elecciones presidenciales de Estados Unidos de 1876. Los comicios son ganados por los demócratas de Samuel J. Tilden por voto popular pero los votos electorales declaran presidente electo al republicano Rutherford B. Hayes que accede a la presidencia por un estrecho margen de 185 votos electorales frente a los 184 del demócrata Tilden; por un solo voto electoral los republicanos se mantienen en la Casa Blanca.
- 20 de noviembre: José María Iglesias ocupa la presidencia de México como su trigesimosegundo presidente.
- 23 de noviembre: en México triunfa el Plan de Tuxtepec; renuncia el presidente Sebastián Lerdo de Tejada.
- 28 de noviembre: Porfirio Díaz asume la presidencia de México como su trigesimotercer presidente.

### Diciembre
- 16 de diciembre: en Argentina, el caudillo Ricardo López Jordán es derrotado y capturado. Desaparece el Partido Federal y comienza el fin de las guerras civiles argentinas.
- 26 de diciembre: El caudillo Ignacio de Veintemilla toma la ciudad de Quito después de derrotar a los ejércitos de Borrero.

### Sin fecha
- Heinrich Schliemann encuentra la ciudad perdida de Micenas (Creta).
- En la India, lord Lytton sucede a lord Northbrook como virrey.
- En España terminan las guerras carlistas.
- En Colombia se desarrolla Ia Guerra de las Escuelas.

## Arte y literatura
- Leibl (1844-1900, pintor realista alemán): El cazador.
- Benito Pérez Galdós: Doña Perfecta.
- Mark Twain: Las aventuras de Tom Sawyer.
- Julio Verne: Miguel Strogoff.
- Pierre-Auguste Renoir: Baile en el Moulin de la Galette

## Música
- 14 de junio: en la Ópera de París (Francia) se estrena el ballet Sylvia de Léo Delibes, con coreografía de Louis Mérante.
- 13 de agosto: Apertura del Festival de Bayreuth de Música de Richard Wagner. Entre los asistentes a la apertura se encontraban George Bernard Shaw, Tchaikovsky, el Kaiser alemán y el Emperador de Brasil.
- 16 de agosto: en Alemania se estrena la ópera El Anillo del Nibelungo, de Richard Wagner. Como dura 14 horas ―es la ópera más larga jamás compuesta― se representó durante cuatro noches consecutivas, una por cada capítulo.

## Ciencia y tecnología
- 7 de marzo: Alexander Graham Bell patenta el teléfono.
- Williard Gibbs establece los fundamentos de la Química Física.
- Francisco Giner de los Ríos crea la Institución Libre de Enseñanza en España.
- Von Haast describe por primera vez el zifio de Gray (Mesoplodon grayi).

## Deporte
- 2 de febrero: en los Estados Unidos se crea la Liga Mayor de Béisbol.

## Nacimientos

### Enero
- 3 de enero: Wilhelm Pieck, político alemán y Presidente de la República Democrática Alemana desde 1949 hasta su fallecimiento (f. 1960).
- 4 de enero: Heriberto Aja, educador, escritor y funcionario mexicano (f. 1950).
- 5 de enero: Konrad Adenauer, político y primer Canciller de la República Federal de Alemania desde 1949 hasta 1963 (f. 1967).
- 12 de enero: Jack London, escritor estadounidense (f. 1916).
- 12 de enero: Ermanno Wolf-Ferrari, compositor italoalemán (f. 1948).

### Febrero
- 21 de febrero: Joseph Meister, primera persona en ser vacunada contra la rabia gracias a Louis Pasteur (f. 1940).
- 26 de febrero: Agustín Pedro Justo, militar argentino y presidente desde 1932 hasta 1938 (f. 1943).

### Marzo
- 2 de marzo: Pío XII, papa católico desde 1939 hasta su fallecimiento (f. 1958).
- 8 de marzo: Franco Alfano, compositor italiano (f. 1954).
- 12 de marzo: Gregorio Catalán, militar español (f. 1901).
- 21 de marzo: John Tewksbury, atleta estadounidense (f. 1968).

### Abril
- 22 de abril: Robert Bárány, médico austríaco, Premio Nobel de Medicina de 1914 (f. 1936).

### Mayo
- 6 de mayo: Esteban Baca Calderón, político mexicano (f. 1957).

### Junio
- 9 de junio: Ángela Graupera, escritora y corresponsal de guerra española (f. 1940).
- 10 de junio: Aníbal González Álvarez Ossorio, arquitecto español (f. 1929).
- 13 de junio: David Granadino, compositor salvadoreño (f. 1933).

### Julio
- 6 de julio: Luis Emilio Recabarren, político chileno y fundador del Partido Comunista de Chile (f. 1924).
- 12 de julio: Max Jacob, escritor y pintor francés (f. 1944).

### Agosto
- 7 de agosto: Mata Hari, espía neerlandesa (f. 1917).

### Septiembre
- 4 de septiembre: Constancio Vigil, escritor uruguayo (f. 1954).
- 6 de septiembre: John James Richard Macleod, médico británico ganador del Premio Nobel de Medicina de 1923 (f. 1935).
- 15 de septiembre: Sharat Chandra Chattopadhyay, novelista indio en idioma bengalí (f. 1936).
- 21 de septiembre: Julio González, escultor español (f. 1942).

### Octubre
- 2 de octubre: Arnold Peter Møller, magnate danés del transporte marítimo, empresario y fundador del A.P. Moller-Maersk Group (f. 1965).
- 29 de octubre: Narciso Ramón Colman, poeta y prosista en lengua guaraní paraguayo (f. 1954).

### Noviembre
- 5 de noviembre: Raymond Duchamp-Villon, escultor francés (f. 1918).
- 23 de noviembre: Manuel de Falla, músico español (f. 1946).

### Diciembre
- 11 de diciembre: Mieczysław Karłowicz, compositor polaco (f. 1909).
- 22 de diciembre: Filippo Tommaso Marinetti, poeta italiano (f. 1944).
- 25 de diciembre: Adolf Windaus, químico alemán ganador del Premio Nobel de Química de 1928 (f. 1959).
- 26 de diciembre: Virginia Bolten, militante y periodista anarquista feminista argentina (f. 1960).
- 29 de diciembre: Pau Casals, violonchelista español (f. 1973).

## Fallecimientos

### Febrero
- 18 de febrero: Adolphe Theodore Brongniart, médico, botánico y paleontólogo francés (n. 1801).

### Abril
- 1 de abril: Philipp Mainländer, poeta y filósofo alemán (n. 1841).
- 28 de abril: Ramón María de Calatrava, político español (n. 1786).

### Mayo
- 3 de mayo: Luis Francisco Benítez de Lugo y Benítez de Lugo, político español (n. 1837).

### Junio
- 7 de junio: Josefina de Leuchtenberg, reina sueca (n. 1807).
- 13 de junio: Bakunin, anarquista ruso (n. 1814).
- 15 de junio: Apolinar Serrano, religioso y obispo cubano (n. 1833).
- 21 de junio: Antonio López de Santa Anna, político, militar y presidente mexicano (n. 1794).
- 25 de junio: George Armstrong Custer (conocido como el general Custer), militar estadounidense (n. 1839).

### Julio
- 15 de julio: Juan Pablo Duarte, político y prócer dominicano (n. 1813), presidente de la nación entre el 4 de julio y el 27 de agosto de 1844.
- 20 de julio: Juan Ariza, escritor español (n. 1816).

### Agosto
- 21 de agosto: Ildefonso Cerdá, ingeniero urbanista y político español (n. 1815).

### Septiembre
- 5 de septiembre: Manuel Blanco Encalada, presidente chileno (n. 1790).
- 11 de septiembre: Concepción de Estevarena, poeta romántica española (n. 1854).
- 19 de septiembre: Donato Guerra, militar (n. 1832).

### Octubre
- 2 de octubre: Louis-Ovide Brunet, botánico y clérigo canadiense (n. 1826).
- 29 de octubre: José María Berganza, político chileno.

### Noviembre
- 30 de noviembre: Antonio González y González, político español (n. 1792).

### Sin fecha
- José Ramón Lira, político chileno (n. 1807)